# Niphargus aulicus
Niphargus aulicus is een vlokreeftensoort uit de familie van de Niphargidae. De wetenschappelijke naam van de soort is voor het eerst geldig gepubliceerd in 1991 door G. Karaman.